# Ari’el Ze’ewi
Ari’el „Arik” Ze’ewi (hebr. אריאל "אריק" זאבי, ur. 16 stycznia 1977) – izraelski judoka, brązowy medalista olimpijski z Aten.
Brał udział w trzech igrzyskach (IO 00, IO 04, IO 08). Medal wywalczył w wadze do 100 kilogramów. W 2004 był chorążym ekipy Izraela. W 2001 został srebrnym medalistą mistrzostw świata w kategorii open. Ma w dorobku szereg medali mistrzostw Europy. Czterokrotnie zdobywał złoto (2001, 2003, 2004, 2012), raz był srebrnym medalistą (2005), a czterokrotnie brązowym tej imprezy (1999, 2007, 2008, 2010). Startował w Pucharze Świata w latach 1996, 1998–2001, 2003–2005 i 2007–2011.